# Calle San Lorenzo (Tucumán)
La Calle Combate de San Lorenzo es una calle de San Miguel de Tucumán, Tucumán, Argentina. Se extiende desde la avenida Sáenz Peña hasta avenida Alfredo Guzmán, en el límite con Yerba Buena.

## Historia
La calle fue creada originalmente con el trazado colonial original de la ciudad en 1685, extendiéndose a su actual extensión con el ensanche de la traza urbana en 1887. Durante el siglo XX se asentaron diversos comercios e instituciones como el club All Boys o el Instituto Miguel Lillo; y circularon varias líneas de tranvías y trolebuses.
En 1988 se cambió el sentido de la calle, junto a otras calles del centro tucumano. Así el sentido pasó de oeste-este a este-oeste. Este cambio fue revertido en 2024 con el objetivo de descomprimir el tránsito vehicular junto a la calle Crisóstomo Álvarez, con vigencia desde el 20 de agosto del mismo año. El cambio de circulación se da sólo entre avenida Adolfo de la Vega y Avenida Sáenz Peña, generando disconformidad entre algunos comerciantes y vecinos de la zona.

## Sitios de interés
A lo largo de esta calle se desarrollan varios lugares de interés y emblemáticos:
- Plaza Sur
- Colegio Santo Domingo
- Club All Boys
- Fundación Miguel Lillo
- Plaza Esperanza
- Escuela Scalabrini Ortiz
- Parque Guillermina